# Republik Maluku Selatan
Die Republik Maluku Selatan (RMS, deutsch Republik der Südmolukken, auch Südmolukken-Ambon) war ein Staat, der im April 1950 ausgerufen wurde. Hinter der Staatsgründung stand die christliche Bevölkerung der Molukken, vor allem auf der Insel Ambon. Im November 1950 fiel Ambon an indonesische Truppen.
Größere Inseln und Inselgruppen der Südmolukkken sind außer Ambon die Aru-Inseln, Babar, Buru, Damar, Kei-Inseln, Leti, Seram, die Tanimbarinseln und Wetar. Heutzutage leben dort etwa eine Million Menschen, die zumeist christliche Melanesier sind. Eine Minderheit besteht aus Muslimen.
Der Konflikt um die Südmolukken gehört zur niederländischen Kolonialgeschichte sowie zur Geschichte der indonesischen Staatsbildung. Viele Einwohner der Inseln wollten zunächst wenigstens einen ostindonesischen Teilstaat in einem föderalen Indonesien sehen, während die Zentralregierung im August 1950 den Einheitsstaat proklamierte. Nach dem Indonesischen Unabhängigkeitskrieg hatten die Niederlande der Republik Indonesien erst im Dezember 1949 die Unabhängigkeit zugestanden.
Die niederländische Regierung befahl etwa 4000 südmolukkischen Soldaten der alten Kolonialarmee, mit ihren Familien für kurze Zeit in den Niederlanden zu leben, bis eine endgültige Lösung für sie gefunden wurde. Diese Menschen lebten schließlich jedoch dauerhaft als Minderheit in den Niederlanden. Unzufriedenheit mit der niederländischen Politik führte dazu, dass sich eine kleine Gruppe radikalisierte. Vor allem in den 1970er-Jahren übte sie Terroraktionen in den Niederlanden aus.

## Geschichte
Die Bevölkerung der Südmolukken stand schon während der niederländischen Kolonialzeit eher auf Seiten der Kolonialherren. Sie hatte den christlichen Glauben und niederländische Bräuche angenommen. Eine beträchtliche Anzahl von Südmolukkern diente in der niederländischen Kolonialarmee KNIL. Sie galten als hoch motivierte und der niederländischen Regierung absolut loyale Soldaten, was ihnen die abschätzige malaiische Bezeichnung Belanda Hitam („Schwarze Niederländer“) eintrug. Nach 1945 stützten diese Truppen die erneut installierte Kolonialmacht und auch deren Kampf gegen die javanische „Befreiungsarmee“. Mit Entstehen des unabhängigen Indonesiens aus dem bisherigen Niederländisch-Indien kam es schnell zu Bestrebungen, die Zentralregierung zu stärken, wodurch mehrere Gebiete des Landes Sezessionsbestrebungen entwickelten. Die Republik Maluku Selatan wurde am 25. April 1950 ausgerufen, nachdem Vermittlungsversuche der UN-Kommission für Indonesien (UNCI) und der Niederlande erfolglos geblieben waren.
Der Sezessionsversuch wurde von der indonesischen Armee mit Waffengewalt unterdrückt. Indonesische Truppen griffen im Juli 1950 an, besetzten im November 1950 die Hauptstadt Ambon und eroberten bis 1955 die gesamte Republik Maluku Selatan.
Nach der militärischen Niederlage zogen sich Reste der RMS-Sympathisanten unter dem damaligen Präsidenten Christiaan Robbert Steven Soumokil 1954 auf die Insel Seram zurück. Soumokil wurde am 2. Dezember 1962 von der indonesischen Armee gefangen genommen. Er wurde vor ein Militärtribunal in Jakarta gestellt und zum Tode verurteilt. Am 12. April 1966 wurde er hingerichtet.
Eine Exilregierung der RMS unter Präsident Johan Manusama wurde in den Niederlanden gebildet. Sein Nachfolger wurde Frans Tutuhatunewa und 2010 John Wattilete.
Die Spannungen zwischen Christen und Muslimen blieben aber weiterhin bestehen. Ein Grund war die Ansiedlung von muslimischen Malaien des Bugi-Volkes aus Sulawesi durch Indonesien. Seit 1998 kam es zu wiederholten bürgerkriegsähnlichen Unruhen und Anschlägen. Seit der Niederschlagung der Sezession haben bis zum Jahr 2000 bereits 80.000 Menschen das Krisengebiet verlassen.

## Südmolukker in den Niederlanden

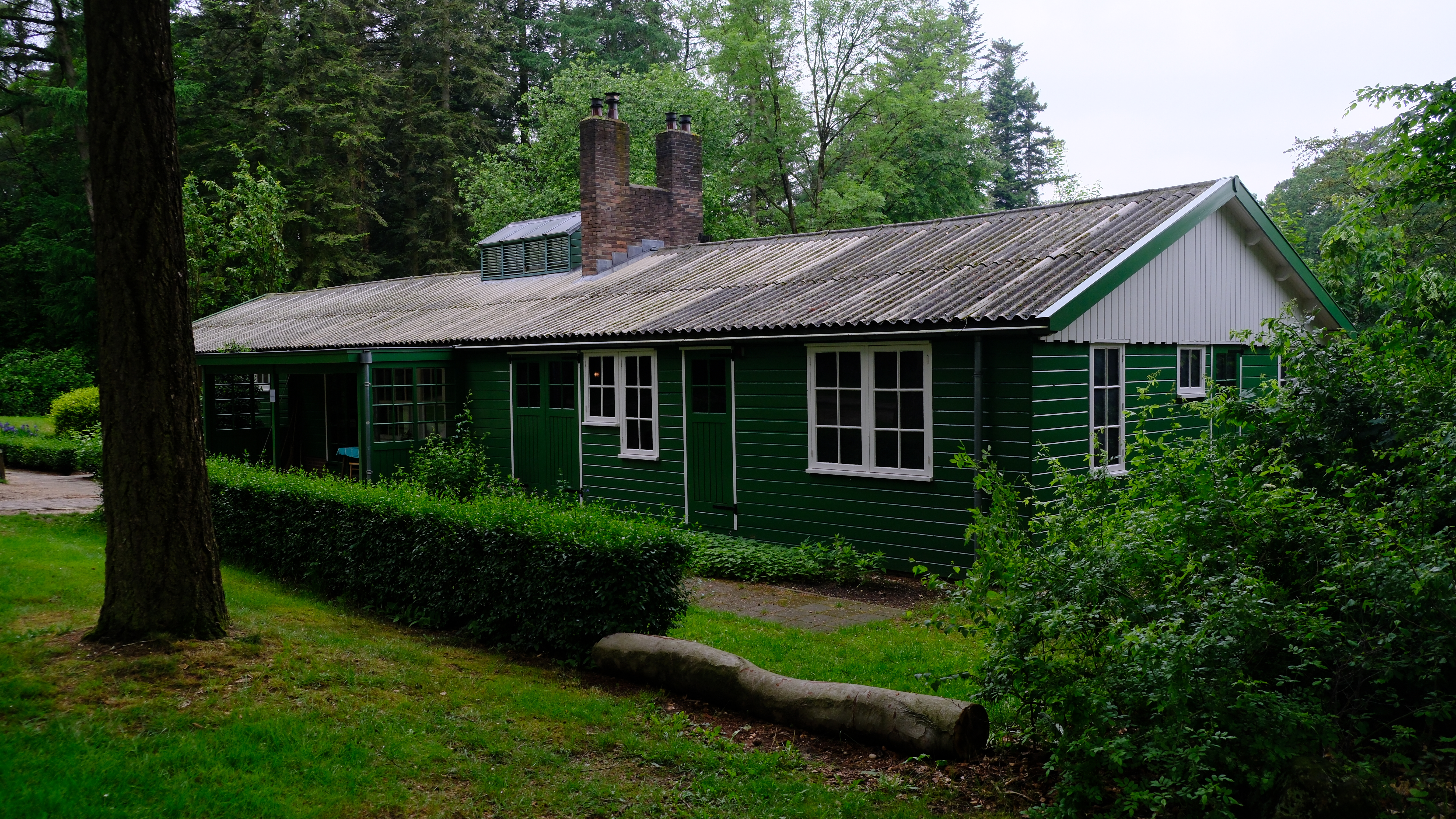
Eine sogenannte Molukker-Baracke. In solchen Unterkünften lebten in den 1950er-Jahren Südmolukker ganzjährig in mehreren Lagern in den Niederlanden. Diese Baracke steht nun im Freilichtmuseum bei Arnhem.

Im Jahr 1951 kamen 4000 Soldaten von den Molukken in den Niederlanden an; zusammen mit ihren Angehörigen waren es etwa 12.500 Personen. Sie wurden sofort aus der Armee entlassen und lange Zeit in Baracken untergebracht und hatten wenig Kontakt mit Niederländern. Zum Teil handelte es sich um ehemalige Konzentrationslager aus dem Zweiten Weltkrieg wie Vught. Außerdem hatte die niederländische Regierung ihnen versprochen, sich für eine baldige Rückkehr in eine unabhängige südmolukkische Republik einzusetzen. Dies hatte keinen Erfolg. Der Hass gegen Indonesien wandelte sich in einen gegen die Niederlande.
Die niederländische Regierung nahm ferner geflüchtete Führer der Republik der Südmolukken auf. In den Niederlanden entstanden Strukturen mit Blick auf die Südmolukker, wie eine Regierungskommission und schließlich eine neue Politik zur Integration der Menschen in Wohngebiete außerhalb der Lager. In sogenannten Molukse wijken (Stadtteilen für Molukker) gab es für Südmolukker Vergünstigungen und eine bevorzugte Zuweisung. Gegen diese Politik der Umsiedlung gab es auch Widerstand von Südmolukkern, die am Gedanken der Rückkehr auf die Inseln festhielten.
In der zweiten Generation in den Niederlanden radikalisierte sich eine Minderheit von Jugendlichen. Zu ihren terroristischen Aktionen gehörten Geiselnahmen, bei denen (bzw. bei der Befreiung durch niederländische Einsatzkräfte) 15 Menschen ums Leben gekommen sind. Die letzte dieser Aktionen war die Besetzung des Verwaltungsgebäudes der Provinz Drenthe in Assen im Jahr 1978.
Heute gibt es Südmolukker, die das Andenken an die Republik und das Leben in den Niederlanden bewahren. Mit dieser Geschichte beschäftigt sich zum Beispiel ein Museum in Den Haag, Museum Sophiahof, das von 1990 bis 2012 in Utrecht beheimatet war. Eine Moluks voetbalelftal nimmt an Fußballspielen teil.

## Briefmarken
Obwohl im philatelistischen Handel zahlreiche „Briefmarken“ der Republik Maluku Selatan kursieren, stammen die meisten davon aus der Zeit nach der Sezession. Der New Yorker Briefmarkenhändler Henry Stolow gab bei der Österreichischen Staatsdruckerei über 150 verschiedene Marken in Auftrag, ohne dazu berechtigt zu sein. Es handelt sich dabei um sogenannte Schwindelausgaben, die nicht von der Postverwaltung in den Südmolukken ausgegeben wurden. Daneben existieren noch Vignetten einer Exilregierung in den Niederlanden und Aufdrucke auf indonesischen Briefmarken, die von einigen Philatelisten als authentisch angesehen werden. Renommierte Briefmarkenkataloge führen die Briefmarken der Republik Maluku Selatan nicht auf.